# Célula alfa
As células alfa são células endócrinas nas ilhotas de Langerhans do pâncreas. Elas são responsáveis por sintetizar e secretar o hormônio peptídeo glucagon, que eleva os níveis de glicose no sangue. Em roedores as células-alfa estão localizadas na periferia das ilhotas, em humanos a arquitetura das ilhotas é geralmente menos organizada e as células alfa são freqüentemente observadas dentro das ilhas.
Nomes alternativos: célula-alfa ou célula-α.